# Квадрони-Фонтолфи-Импичатуро-Малињи (Кјети)
Квадрони-Фонтолфи-Импичатуро-Малињи (итал. Quadroni-Fontolfi-Impicciaturo-Maligni) је насеље у Италији у округу Кјети, региону Абруцо.
Према процени из 2011. у насељу је живело 666 становника. Насеље се налази на надморској висини од 103 м.